# Konstantin Eduardowitsch Ziolkowski

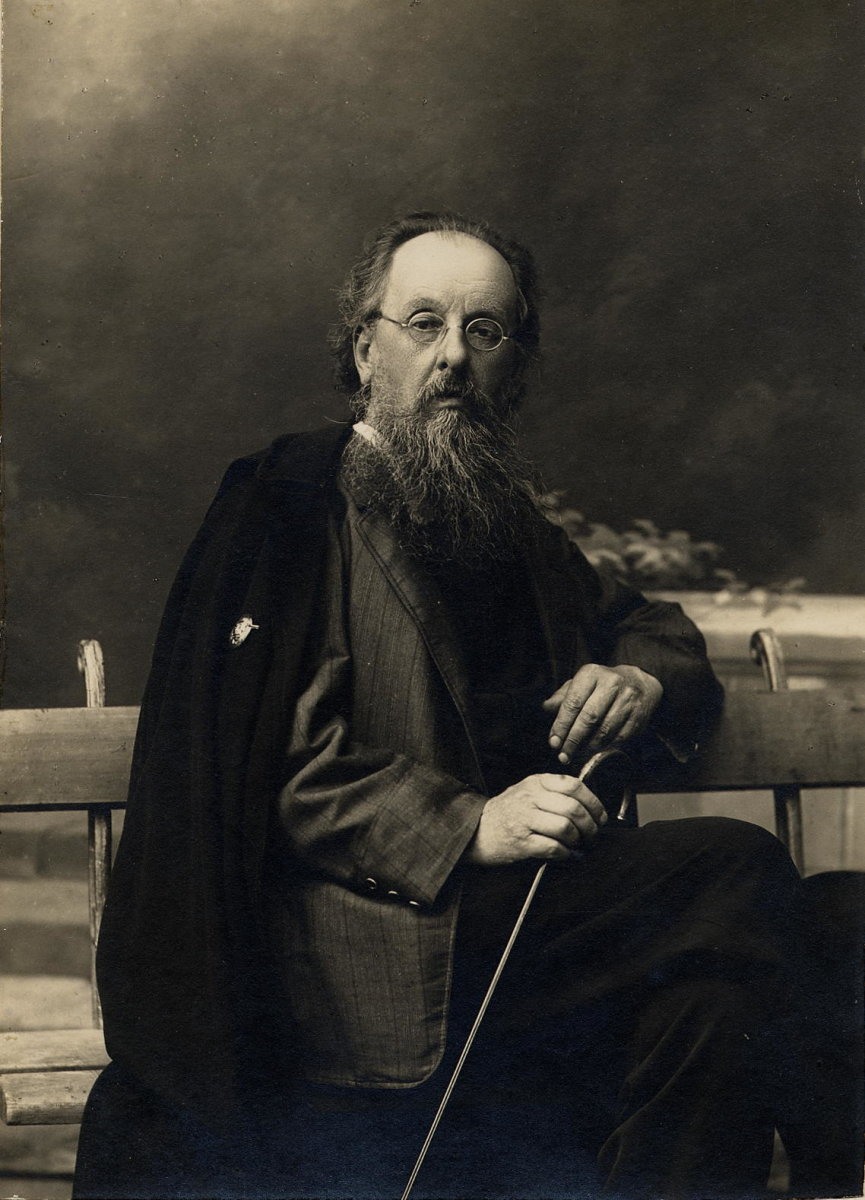
Konstantin E. Ziolkowski im Jahr 1924

Konstantin Eduardowitsch Ziolkowski (russisch Константин Эдуардович Циолковский, wiss. transl. Konstantin Ėduardovič Ciolkovskij, polnisch Konstanty Edward Ciołkowski; * 5.jul. / 17. September 1857greg. in Ischewskoje; † 19. September 1935 in Kaluga) war ein russischer/sowjetischer Erfinder. Er wird zu den Wegbereitern der Raumfahrt und „Raketenpionieren“ gezählt. Ziolkowski war der Begründer der modernen Kosmonautik und gilt als einer der bekanntesten Forscher auf diesem Gebiet. Sein technischer Weitblick wurde jedoch erst gegen Ende seines Lebens bekannt und zur Anregung für viele spätere Wissenschaftler und Techniker.

## Leben

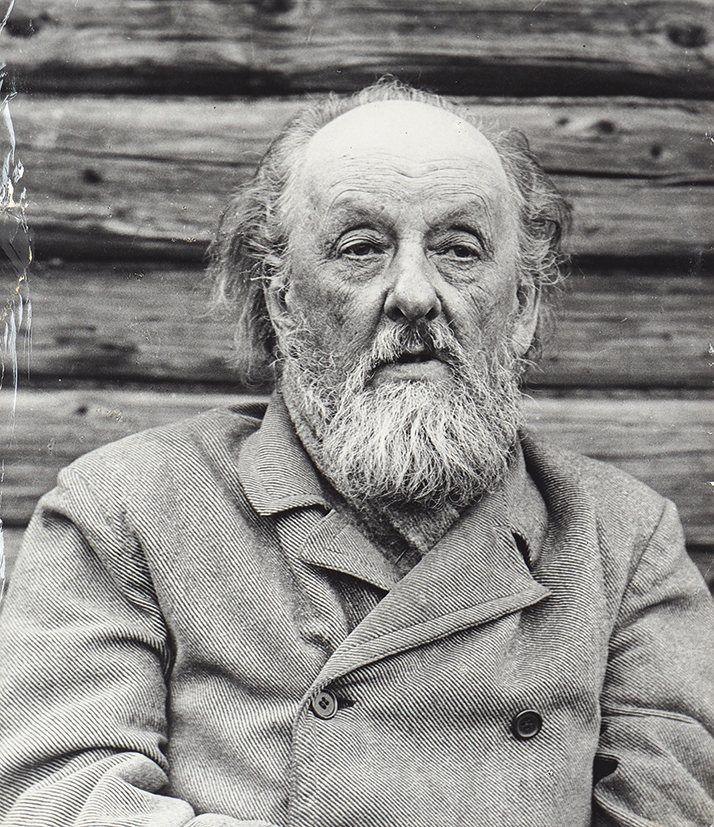
Konstantin E. Ziolkowski im Jahr 1934 in Kaluga

Ziolkowski wurde 1857 in Ischewskoje im Gouvernement Rjasan als Sohn des polnischstämmigen orthodoxen Forstbeamten Edward Ciołkowski und einer Russin tatarischer Herkunft namens Maria Jumaschowa geboren. Im Alter von zehn Jahren wurde er durch eine Scharlacherkrankung nahezu taub und musste die Schule verlassen. Er bildete sich autodidaktisch weiter und wurde von seiner Familie zum Studium nach Moskau geschickt. Dort studierte er Physik, Astronomie, Mechanik und Geometrie.
Nach drei Jahren wurde Ziolkowski von seinem Vater nach Hause zurückgeholt. Danach gab er in seinem Heimatort Unterricht in Mathematik und Physik, bis er 1882 als Mathematiklehrer an die Kreisschule von Borowsk im Gouvernement Kaluga berufen wurde. Inzwischen hatte er geheiratet und war Vater geworden. Während der russischen Revolution lebte er sehr zurückgezogen.
Von Science-Fiction-Literatur und den Erzählungen Jules Vernes angeregt, begann Ziolkowski selbst Geschichten über interplanetare Raumfahrt zu schreiben. Darin ließ er mehr und mehr physikalische und technische Probleme einfließen und entwickelte sich dabei zum Verfasser theoretischer Abhandlungen. Ab etwa 1885 stellte er eine Vielzahl von Überlegungen zur Realisierung von Raumflügen an, wandte sein Augenmerk dabei auch Ganzmetallluftschiffen zu.
1886 veröffentlichte Ziolkowski die Studie Theoria Aerostatika. 1887 entwarf er ein Ganzmetallluftschiff, dem 1892 mit Aerostat Metallitscheski die Theorie eines Ganzmetall-Luftschiffes folgte. In den 1880er Jahren entwickelte er ein Konzept für Ganzmetallluftschiffe, welches in den 1930er Jahren als ZMC-2 umgesetzt wurde. Bis zu seinem Tod veröffentlichte er 35 Bücher, Artikel und Schriften zur Luftschiffthematik.
1895 schlug er erstmals einen Weltraumturm und einen Weltraumlift vor; im selben Jahr entwarf Ziolkowski ein Ganzmetallflugzeug.
In einem Zimmer seiner Wohnung baute er den ersten Windkanal Russlands und bestimmte die Luftwiderstände verschiedener Objekte. Zunehmend begann er sich der Raketenforschung zu widmen. Er erkannte, dass die bisher für Feuerwerke und militärische Zwecke verwendeten Feststoffraketen zu schwach sein würden, um den Weltraum zu erreichen. Daher schlug er die Verwendung von flüssigen Raketentreibstoffen (Wasserstoff, Sauerstoff und Kohlenwasserstoffen) vor.
Ziolkowski führte als erster streng wissenschaftliche und grundlegende Untersuchungen zur Raumfahrt- und Raketentechnik durch, die er weiterhin durch systematische Arbeiten über Theorie und Praxis der Raumfahrt vertiefte. Gipfelpunkt seiner Arbeit war die Raketengrundgleichung, die er 1903 in der russischen Zeitschrift Wissenschaftliche Rundschau unter dem Titel Erforschung des Weltraums mittels Reaktionsapparaten veröffentlichte. Neben Arbeiten zum Flüssigkeitsraketentriebwerk, zur Kühlung der Brennkammer und zu der Steuerung der Rakete mittels Strahlruder und Kreiselinstrument stellte er mit der Raketengrundgleichung auch das Prinzip der Mehrstufenrakete auf eine wissenschaftliche Basis. Er befasste sich auch mit Fragen des Betriebs von Raumstationen, der industriellen Nutzung des Weltraums und der Nutzung seiner Ressourcen.
Noch kurz vor seinem Tod war Ziolkowski an der Produktion des sowjetischen Science-Fiction-Films Kosmische Reise beteiligt; einige Filmszenen wurden in seinem Institut gedreht.

## Bedeutung und Würdigung

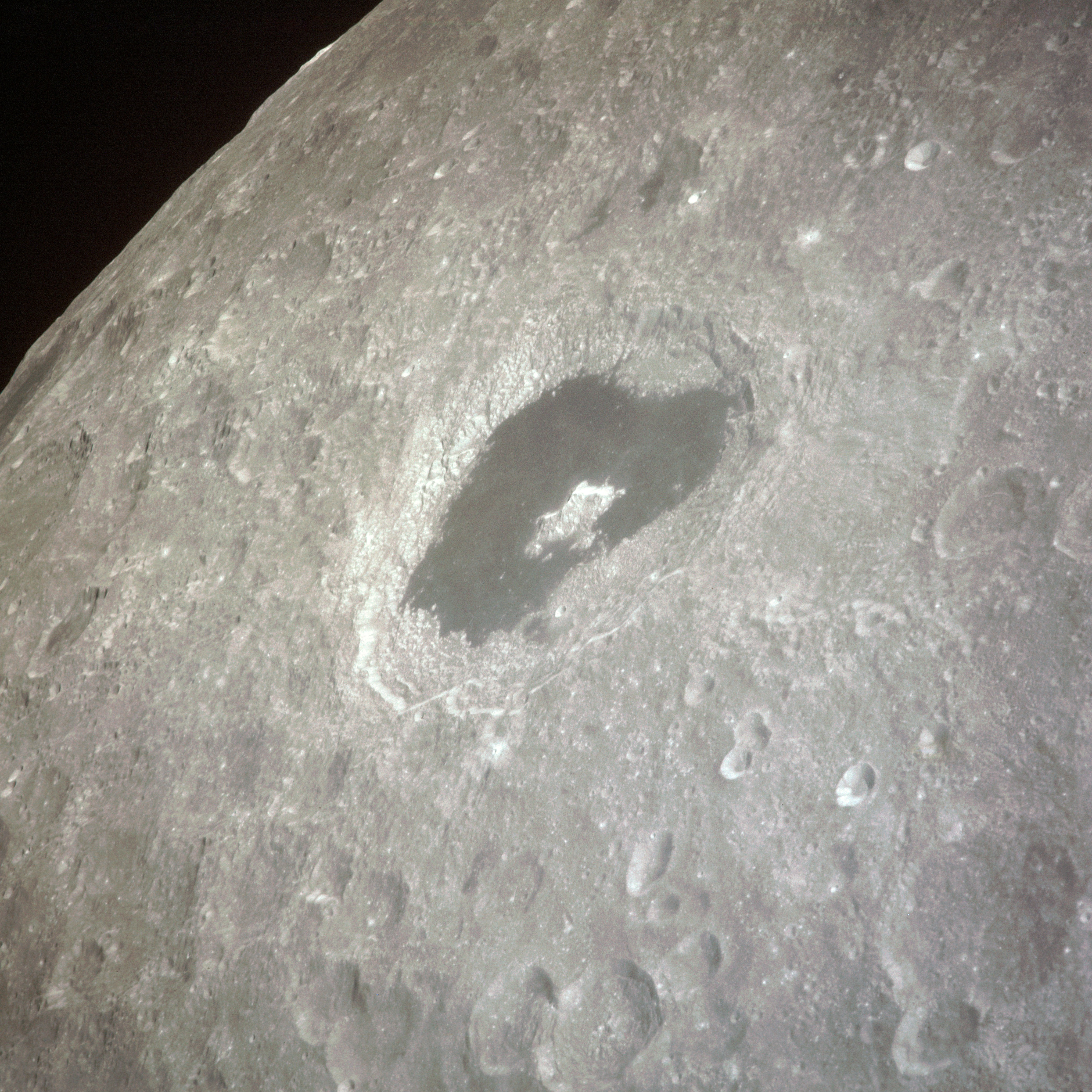
Krater Tsiolkovsky auf der Mondrückseite – aufgenommen von Apollo 13

Mit seinen Ideen war Ziolkowski in visionärer Weise seiner Zeit voraus und fand damit im zaristischen Russland nur geringe Beachtung.
Erst durch die Veröffentlichung von Hermann Oberths Buch Die Rakete zu den Planetenräumen von 1923, welches breite internationale Resonanz auslöste und als eigentliches Geburtsdatum einer nun stetig zunehmenden wissenschaftlichen Beschäftigung mit Raketentechnik und Weltraumfahrt gelten kann, erinnerte sich der russlanddeutsche Autor Friedrich Zander (oft auch Fridrik Tsander genannt) wieder eines Zeitschriftenartikels, den er einst gelesen hatte. Er trat in Kontakt zu Ziolkowski und veröffentlichte ein Buch über dessen Person und Arbeiten, wodurch Ziolkowski einem breiteren russischen und auch internationalen Publikum bekannt wurde. Fortgeführt wurde Ziolkowskis Arbeit von Ari Sternfeld.
Im politischen System der Sowjetunion fanden die Arbeiten Ziolkowskis nunmehr Anerkennung und Unterstützung. Sein Gedankengut wurde außerordentlich populär. So entspricht das Raumschiff im Roman Aëlita des Schriftstellers Alexei Tolstoi fast völlig den Vorstellungen Ziolkowskis.
Zusammen mit Hermann Oberth und Robert Goddard gilt Ziolkowski als Vordenker und Pionier der Raumfahrt. Seine beiden letzten Veröffentlichungen sind das Album der kosmischen Reisen von 1932 und Die höchste Geschwindigkeit bei Raketen von 1935. Es war ihm jedoch nicht vergönnt, die praktische Umsetzung seiner Ideen zu erleben. Ziolkowski prognostizierte den Beginn der Raumfahrt für 1950 (tatsächlich am 18. Juni 1944 durch einen suborbitalen Flug eines Aggregat 4 bis auf 127 km Gipfelhöhe sowie 1957 mit Sputnik als erstem Satelliten) und den ersten Menschen im Weltall für 2000 (tatsächlich 1961 mit Juri Gagarin).
Zu Ziolkowskis Ehren wurden ein Krater auf der erdabgewandten Seite des Mondes sowie der Asteroid (1590) Tsiolkovskaja nach ihm benannt. Sein früheres Wohnhaus in Kaluga dient heute als Museum. Die Sowjetunion prägte zudem 1987 zum Gedenken seines 130. Geburtstages aus einer Kupfer-Nickel-Legierung eine 1-Rubel-Münze mit einem Gewicht von ca. 17 Gramm und einem Durchmesser von 31 Millimetern. Die russische Stadt Uglegorsk wurde im Jahr 2015 auf Initiative von Wladimir Putin in Ziolkowski umbenannt. Zu DDR-Zeiten trug die 6. Polytechnische Oberschule im Berliner Stadtteil Marzahn seinen Namen, wurde jedoch nach 1990 umbenannt. Ferner sind in einigen ostdeutschen Städten, z. B. Schwerin und Rostock, Straßen nach ihm benannt worden.
In der Antarktis tragen der Ziolkowski-Gletscher, die Ziolkowski-Insel und mittelbar auch der Eisdom Kupol Ciolkovskogo seinen Namen.
Der bekannte russische Science-Fiction-Autor Alexander Beljajew veröffentlichte 1936, also unmittelbar nach Ziolkowskis Tod, das Buch Звезда КЭЦ („Stern KEZ“) über Orbitalstationen, Weltraumspaziergänge, Satelliten und eine Reise zum Mond. KEZ sind die Initialen von Konstantin Eduardowitsch Ziolkowski, mit dem Beljajew gut bekannt war.
In der DDR erreichte der Raumfahrtpionier durch die Geschichte Ziolkowski weist den Weg in der Zeitschrift Mosaik von Hannes Hegen (Heft 45 vom August 1960) einen hohen Bekanntheitsgrad.

## Zitate
„Es stimmt, die Erde ist die Wiege der Menschheit, aber der Mensch kann nicht ewig in der Wiege bleiben. Das Sonnensystem wird unser Kindergarten.“

„Erst kommen das Denken, die Fantasie und die Märchen, dann die wissenschaftliche Berechnung.“

## Werke
Auf Deutsch erschienene Science-Fiction-Werke:
- Auf dem Monde: Eine phantastische Erzählung (Originaltitel: Na lune, übersetzt von Ena von Baer), (= Das neue Abenteuer, Band 80), Neues Leben, Berlin (Ost) 1956, DNB 364826460.
- Ausserhalb der Erde. Ein klassischer Science-fiction-Roman von Konstantin Eduardovič Ciolkovskij, mit einer Einführung zum Leben und Werk des berühmten russischen Raketen- und Raumfahrtpioniers und erklärende Anmerkungen zum Text von Winfried Petri sowie eigenhändigen Skizzen des Autors (Originaltitel: Vne zemlji, deutsche Übersetzung von Winfried Petri). Heyne, München 1977, ISBN 3-453-30448-9.
- Leiden und Genie (1916), Die ideale Lebensordnung (1917), Das Genie unter den Menschen (1918), Das lebende Universum (1918), Die Organisation der Menschen auf der Erde (1918), Die Abstufung von Gesetzen für Gemeinschaften unterschiedlicher Kategorien (1919), Neue Erkenntnissphären (1931–1933), Die kosmische Philosophie (1935). In: Boris Groys, Michael Hagemeister (Hrsg.): Die Neue Menschheit. Biopolitische Utopien in Russland zu Beginn des 20. Jahrhunderts (= stw 1763), Suhrkamp, Frankfurt am Main 2005, ISBN 978-3-518-29363-8, S. 236–390.

### Filmografie
- 1935: Kosmische Reise, Drehbuch und beratende Tätigkeit beim letzten sowjetischen Stummfilm Космический рейс (Kosmitscheski reis).